# Argentine aux Jeux olympiques d'hiver de 1964
L'Argentine participe aux Jeux olympiques d'hiver de 1964, organisés à Innsbruck en Autriche. Ce pays participe aux Jeux olympiques d'hiver pour la cinquième fois de son histoire. La délégation argentine, formée de douze athlètes (onze hommes et une femme), ne remporte pas de médaille.

## Délégation
Le tableau suivant montre le nombre d'athlètes argentins dans chaque discipline :
| Sport     | Hommes | Femmes | Total |
| --------- | ------ | ------ | ----- |
| Ski Alpin | 5      | 1      | 6     |
| Luge      | 1      | 0      | 1     |
| Bobsleigh | 5      | 0      | 5     |
| Total     | 11     | 1      | 12    |

## Résultats

### Bobsleigh
| Bob   | Athlètes                                                            | Épreuve             | Manche 1      | Manche 1 | Manche 2      | Manche 2 | Manche 3      | Manche 3 | Manche 4      | Manche 4 | Total         | Total |
| Bob   | Athlètes                                                            | Épreuve             | Temps         | Rang     | Time          | Rang     | Time          | Rang     | Time          | Rang     | Time          | Rang  |
| ----- | ------------------------------------------------------------------- | ------------------- | ------------- | -------- | ------------- | -------- | ------------- | -------- | ------------- | -------- | ------------- | ----- |
| ARG-1 | Héctor Tomasi Fernando Rodríguez                                    | Bob à deux hommes   | 1 min 07 s 59 | 16       | 1 min 09 s 20 | 19       | 1 min 07 s 36 | 14       | 1 min 07 s 72 | 15       | 4 min 31 s 87 | 18    |
| ARG-2 | Roberto José Bordeu Hernán Agote                                    | Bob à deux hommes   | 1 min 10 s 15 | 21       | 1 min 08 s 45 | 17       | 1 min 11 s 33 | 19       | 1 min 10 s 26 | 19       | 4 min 40 s 19 | 19    |
| ARG-1 | Héctor Tomasi Carlos Alberto Tomasi Hernán Agote Fernando Rodríguez | Bob à quatre hommes | 1 min 05 s 74 | 17       | 1 min 06 s 08 | 18       | 1 min 07 s 07 | 17       | 1 min 06 s 62 | 17       | 4 min 25 s 51 | 16    |

### Luge
| Athlète        | Résultat        | Résultat |
| Athlète        | Temps           | Rang     |
| -------------- | --------------- | -------- |
| Matiás Stinnes | N'a pas terminé | –        |

### Ski alpin

#### Hommes
| Athlète              | Épreuve      | Course        | Course |
| Athlète              | Épreuve      | Temps         | Rang   |
| -------------------- | ------------ | ------------- | ------ |
| Jorge Abelardo Eiras | Descente     | 4 min 34 s 51 | 76     |
| Pedro Klempa         | Descente     | 2 min 47 s 07 | 64     |
| Carlos Perner        | Slalom géant | 2 min 19 s 25 | 63     |
| Osvaldo Ancinas      | Slalom géant | 2 min 15 s 06 | 57     |
| Pedro Klempa         | Slalom géant | 2 min 12 s 88 | 52     |
| Jorge Abelardo Eiras | Slalom géant | 2 min 08 s 38 | 43     |

| Athlète              | Épreuve | Qualifications  | Qualifications | Qualifications  | Qualifications | Manche finale     | Manche finale     | Manche finale     | Manche finale     | Manche finale     | Manche finale     |
| Athlète              | Épreuve | Temps 1         | Rang           | Temps 2         | Rang           | Temps 1           | Rang              | Temps 2           | Rang              | Total             | Rang              |
| -------------------- | ------- | --------------- | -------------- | --------------- | -------------- | ----------------- | ----------------- | ----------------- | ----------------- | ----------------- | ----------------- |
| Pedro Klempa         | Slalom  | N'a pas terminé | –              | N'a pas terminé | –              | N'a pas participé | N'a pas participé | N'a pas participé | N'a pas participé | N'a pas participé | N'a pas participé |
| Jorge Abelardo Eiras | Slalom  | N'a pas terminé | –              | 1 min 04 s 57   | 41             | N'a pas participé | N'a pas participé | N'a pas participé | N'a pas participé | N'a pas participé | N'a pas participé |
| Manuel Mena          | Slalom  | 1 min 25 s 60   | 79             | 1 min 15 s 88   | 51             | N'a pas participé | N'a pas participé | N'a pas participé | N'a pas participé | N'a pas participé | N'a pas participé |
| Osvaldo Ancinas      | Slalom  | 1 min 04 s 63   | 53             | 1 min 04 s 35   | 39             | N'a pas participé | N'a pas participé | N'a pas participé | N'a pas participé | N'a pas participé | N'a pas participé |

#### Femmes
| Athlète                   | Épreuve      | Manche 1 | Manche 1 | Manche 2 | Manche 2 | Total         | Total |
| Athlète                   | Épreuve      | Temps    | Rang     | Temps    | Rang     | Temps         | Rang  |
| ------------------------- | ------------ | -------- | -------- | -------- | -------- | ------------- | ----- |
| María Christina Schweizer | Slalom géant |          |          |          |          | 2 min 19 s 81 | 42    |
| María Christina Schweizer | Slalom       | 53 s 43  | 28       | 58 s 45  | 25       | 1 min 51 s 88 | 24    |